# Rue Joseph-et-Marie-Hackin
La rue Joseph-et-Marie-Hackin est une voie du 16e arrondissement de Paris, en France.

## Situation et accès
La rue Joseph-et-Marie-Hackin est une voie publique située dans le 16e arrondissement de Paris. Elle débute au 2, boulevard André-Maurois et se termine au 23, avenue de Neuilly.

## Origine du nom

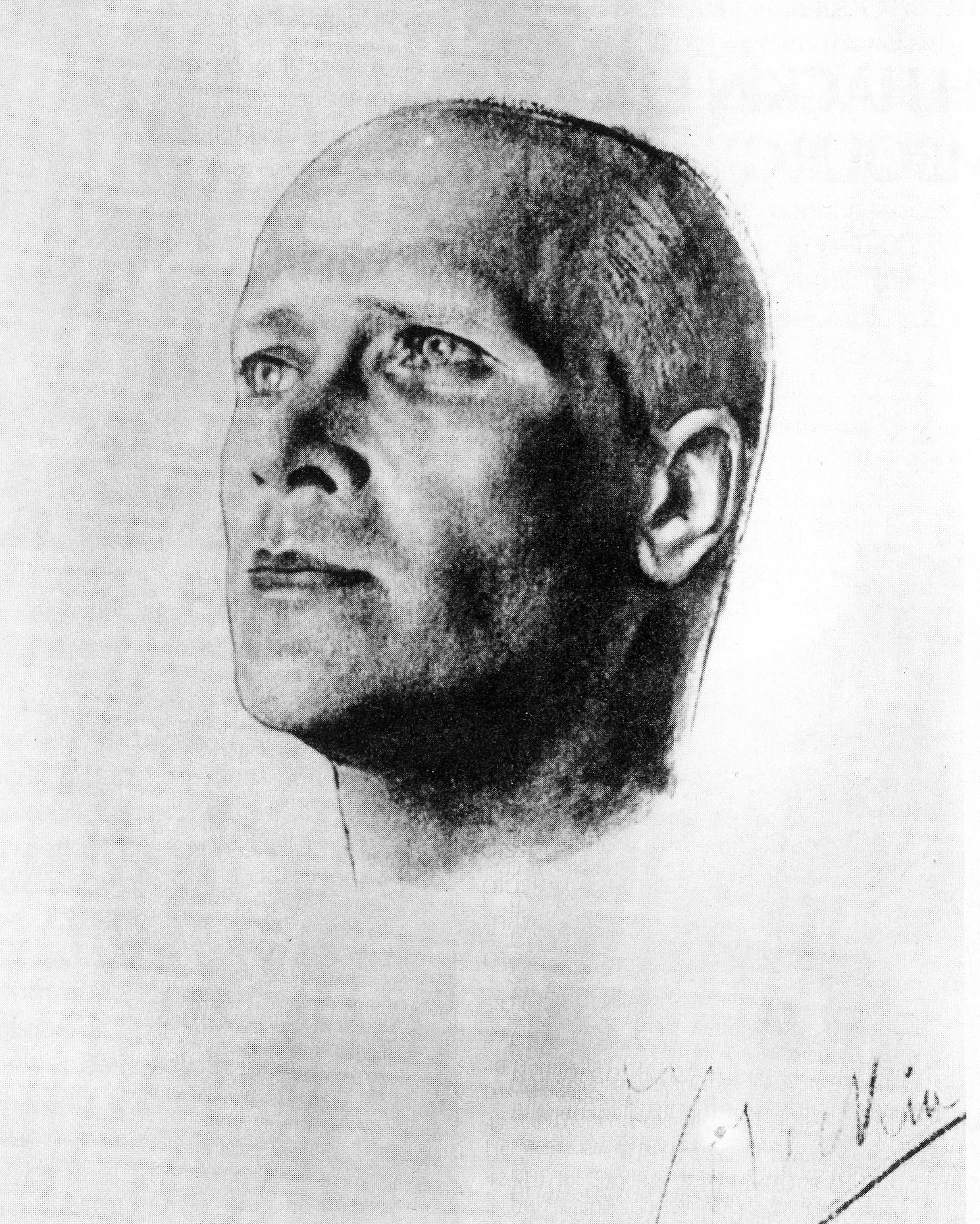
Joseph Hackin.
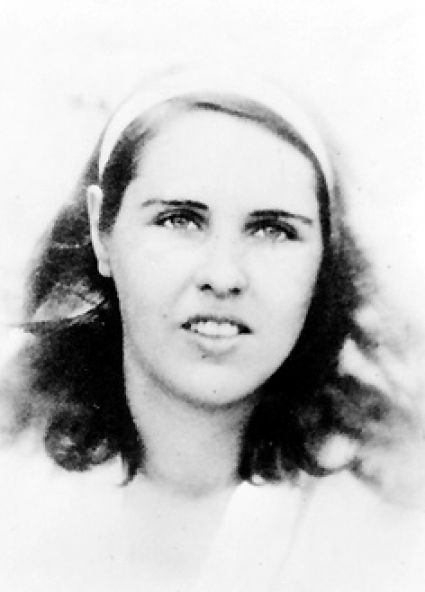
Marie Hackin.

La rue a été nommée en mémoire de Joseph Hackin (1886-1941) et Marie Hackin (1905-1941), tous deux archéologues et compagnons de la Libération.

## Historique

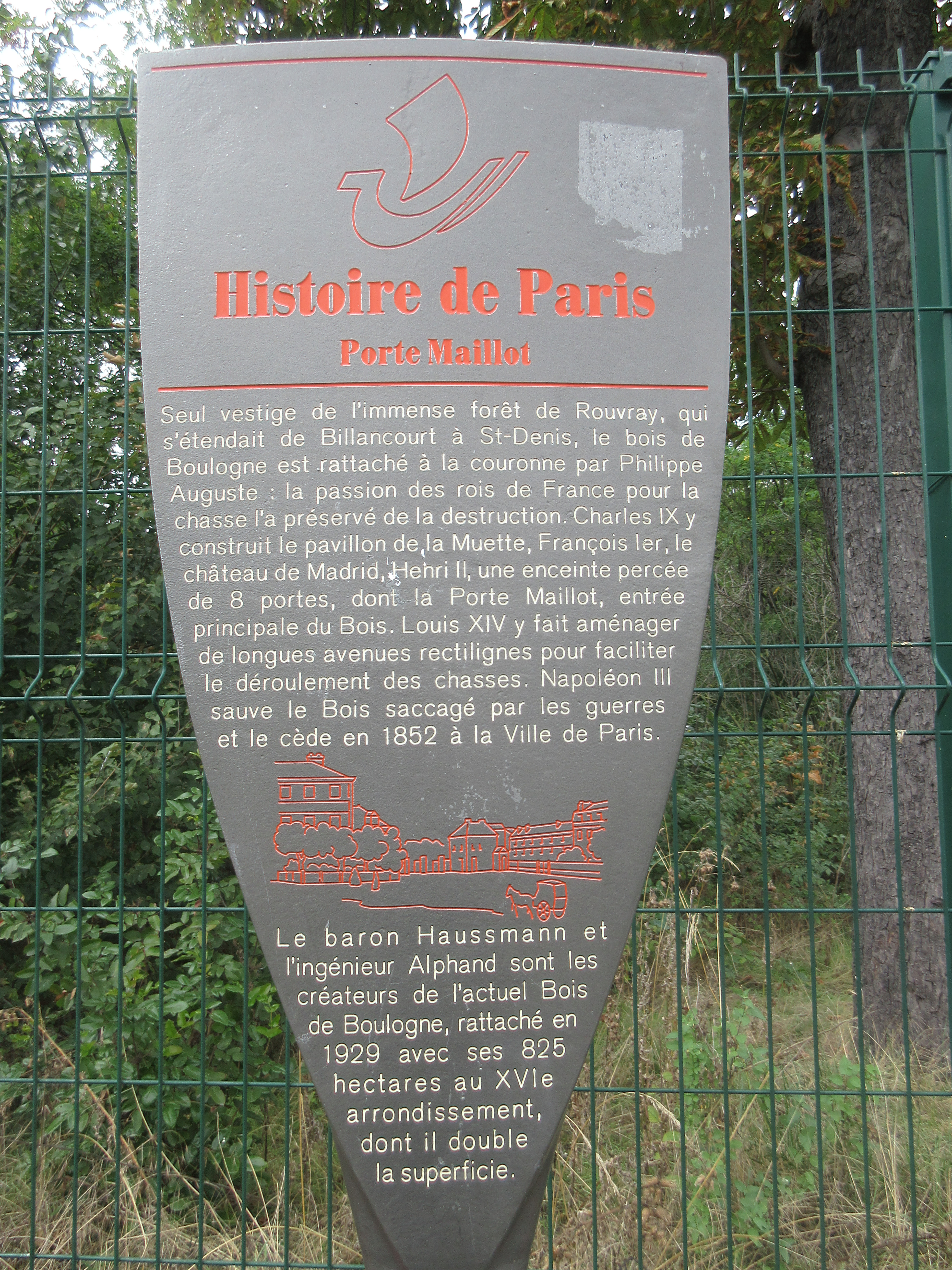
Panneau Histoire de Paris
« Porte Maillot ».

Cette rue ouverte par la Ville de Paris reçut par un arrêté du 22 février 1961 sa dénomination actuelle.